# Thirteen (filme)
Thirteen é um filme de drama semiautobiográfico estadunidense de 2003 dirigido por Catherine Hardwicke e escrito por Hardwicke e Nikki Reed, baseado na adolescência de Reed. O elenco tem Evan Rachel Wood (cuja personagem, Wood "Tracy", é levemente baseada em Reed) e Holly Hunter. Nikki Reed também participa, no papel de Evie Zamora. O roteiro foi escrito em seis dias.
O filme causou polêmica após a sua liberação, porque lidava com temas como abuso de drogas e álcool, comportamento sexual de menores de idade e automutilação. O filme valeu a Holly Hunter uma indicação ao Oscar de Melhor Atriz Coadjuvante. Bem como duas indicações aos Prêmios Globo de Ouro de 2003: como Melhor Atriz Coadjuvante Em Cinema (para Holly) e Melhor Atriz Em Filme Dramático (para Evan), respectivamente.

## Enredo
Tracy Freeland começa a sétima serie como uma aluna de honra inteligente e bem-educada em uma escola de ensino médio en Los Angeles. Sua mãe divorciada, Melanie, é uma alcoólatra em recuperação que luta para sustentar Tracy e seu irmão Mason trabalhando como cabeleireira. Melanie está muito ocupada com seu namorado ex-viciado, Brady, para notar a depressão crescente de Tracy.
No primeiro dia de aula, Tracy conhece Evie Zamora, a garota mais popular da escola de Tracy. Depois de ser provocada pela equipe de Evie por causa de suas roupas "Cabbage Patch", Tracy fica mortificada e decide abandonar sua imagem de "garotinha". Em uma loja de propiedade de uma amiga de Melanie, Tracy felizmente encontra roupas mais modernas, enquanto Melanie oferece alguns dólares em troco como pagamento.
Tracy usa uma de suas ropas novas para ir a escola e chama a atenção de Evie. Evie convida Tracy para fazer compras na Melrose Avenue em Hollywood, mas dá a ela um número de telefone falso para pregar uma peça nela. Mesmo assim, Tracy aparece com determinaçaõ na Melrose Avenue e se encontra com Evie e sua amiga Astrid. Tracy fica desconfortável com os dois furtos e pede licença para se sentar em um banco do lado de fora da loja. Quando una mulher rica e distraída se senta ao lado de Tracy, aproveita a oportunidade para roubar a carteira da menina, o que impressiona a Evie e Astrid. Os três vão as compras com o dinheiro roubado e Tracy e Evie rapidamente se tornam amigas.

## Elenco
- Holly Hunter (Melanie)
- Evan Rachel Wood (Tracy)
- Nikki Reed (Evie)
- Jeremy Sisto (Brady)
- Deborah Kara Unger (Brooke)
- Sarah Clarke (Birdie)
- Vanessa Hudgens (Noel)
- Kip Pardue (Luke)
- Brady Corbet (Manson)
- Ulysses Estrada (Rafa)
- Sarah Blakely-Cartwright (Medina)
- Jasmine Di Angelo (Kayla)
- Tessa Ludwick (Yumi)
- Cynthia Ettinger (Cynthia)
- Charles Duckworth (Javi)

## Produção
Diretora Catherine Hardwicke tem chamado Nikki Reed como uma "filha de aluguel", depois de ter conhecido ela desde que ela tinha 5 anos. As duas começaram o roteiro como um projeto de comédia que seria filmado em vídeo a um custo mínimo. O roteiro foi escrito em 6 dias e rapidamente mudou para um conto de início de angústia adolescente e de auto-destruição em Los Angeles, com a personagem Tracy elaborada a partir das próprias experiências recentes de Reed como pré e adolescente precoce. Hardwicke não acho que seria digno Reed fazer Tracy e fez o teste de centenas de meninas para o papel.
Depois de se tornar consciente de Evan Rachel Wood, Hardwicke passou a acreditar que ela poderia fazer o filme apenas com Wood no papel de Tracy e só naquele ano, com Wood nessa idade.
Hardwicke disse que o acordo com Holly Hunter para fazer o papel da mãe de Tracy, Melanie, era um impulso fundamental para trazer a produção em conjunto. Sobre $2,000,000 de orçamento foi então levantado, quase todos através de financiamento de capital independente, um orçamento muito baixo para qualquer filme dos Estados Unidos significou para a liberação do cinema em geral. A maioria dos atores adultos eram amplamente conhecidos e todos eles supostamente concordaram em baixa remuneração porque gostaram do roteiro, juntamente com outros membros do elenco e equipe. Wood e Reed estavam ambas com 14 anos durante as filmagens (Wood fez 15 anos durante as filmagens). A maior parte do filme foi rodado em 2002, na própria cidade de Los Angeles na Califórnia.
Sua primeira audição juntos foi na casa de Hardwicke, que acabou como uma festa do pijama naquela noite. Audições ocorreram em uma cama na casa de Catherine Hardwicke, e quando Hardwicke fez o teste com Wood, ela teve que se deitar na sua cama com Nikki Reed. O guarda-roupa usado pelas meninas foi principalmente a sua própria. Enquanto as filmagens progrediram, as meninas começaram a se vestir da mesma forma, sem ser solicitado a fazê-lo. As meninas não tomar quaisquer substâncias perigosas durante o filme. São mostradas fumando cigarros, mas estes foram preenchidas principalmente com catnip. Os comprimidos esmagados são mostrados bufando da tampa de um livro infantil eram suplementos alimentares inofensivos.
Todas as cenas em que Tracy se cortou foram gravados em um único dia; Wood lembrou que correu para seu irmão para o apoio emocional entre alguns takes. Wood mais tarde descreveu as gravações das duas cenas com Javi e Lucas como "estranho", pois a sua família estava assistindo nos bastidores. A mãe de Wood solicitou que nas cenas com o sutiã de Tracy expostas, que a frente dela não fosse vista diante das câmeras. Toda a cena foi rendida em uma tomada única, longa e sem cortes com Wood, Reed e Pardue, mas foi bem coreografada com vários membros da equipe, assistentes sociais e pais também na sala pequena, cuidadosamente ficaram oculto ou atrás das câmeras que se deslocavam a 200, que mostra todas as quatro paredes.
O filme foi filmado em menor custo de filme Super 16mm. A câmera era pequena, tinha uma lente Panavision e foi principalmente realizada a mão pelo diretor de fotografia Elliot Davis. Isso permitiu fotografar em lugares muito apertados, como no banheiro. Uma cena de rastreamento foi filmado com a câmera montada em um carrinho de compras descartado, que a equipe aconteceu de encontrar nas proximidades.
A maioria das cenas foram filmadas em locação, com alguns em Melrose Avenue, Hollywood Boulevard, Venice Beach. As cenas foram filmadas em casa Freeland em uma casa alugada em 5123 Babcock Avenue, no Vale de São Fernando, que desde então tem sido completamente remodelado. As muitas cenas de escola ao ar livre foram filmadas em Portola Middle School em Tarzana, a maioria deles em um único sábado de calor abrasador. Muitos dos extras eram estudantes e alguns eram membros da equipe.
Algumas cenas do filme foram cuidadosamente e colorida iluminada, enquanto outros foram gravados só com o que a luz do dia poderia ser tido. O calendário de gravação foi limitada a menos do que um mês. Os atores menores de idade podem trabalhar apenas 5 ½ horas por dia, observado de perto por um assistente social pago.
Isso fez com que virasse um ambiente de produção frenética, que elenco e a equipe disse mais tarde que combinava com o roteiro e adicionado ao ritmo do filme rápido e emocionalmente tenso. O estoque filme foi transferido para o domínio digital, em que as cores e saturação foram altamente manipulado por alguns segmentos. O começo do filme foi muito ligeiramente desaturado nas cenas antes de Tracy se tornar amiga de Evie. Uma vez que elas se tornaram amigas, a saturação foi aumentada para um efeito de "glowy", de acordo com Hardwicke. Após a cena em que Evie e Tracy tem relações com Luke, a saturação lentamente se torna cada vez menos até o final do filme, especialmente depois de Evie é dito que ela não pode viver com Tracy mais e Tracy é abandonada pelo grupo popular.
Thirteen foi pego por uma grande distribuidora somente após a produção ter sido concluída. Por causa da classificação R de Restrito do filme na América do Norte, as estrelas menores de idade tiveram de ser acompanhadas por adultos para vê-la em apresentações públicas. Reed declarou em 2012 que ela lamenta a forma como ela retratou sua família no filme autobiográfico, dizendo: "Eu escrevi este filme sobre eles e suas falhas e imperfeições e como foi crescendo. Foi a partir da perspectiva de uma criança e não um bem uma arredondada. você ficar mais velho e é como, como ouso retratar meu pai como um idiota descuidado totalmente vago? "

## Recepção
Thirteen, estreou no Festival de Sundance em 2003, e foi aclamado pela crítica, e Wood, Hunter, e Reed foram elogiadas por suas performances. O filme tem uma classificação de 81% no Rotten Tomatoes baseado em 150 opiniões com uma classificação média de 7,3 em cada 10. Com o consenso "Um emocionalmente desgastante, para não mencionar aterrorizante, filme sobre os perigos de ser um adolescente".
Holly Hunter foi nomeada para o Oscar de melhor atriz coadjuvante. Ambas Hunter e Evan Rachel Wood foram nomeadas para o Globo de Ouro no mesmo ano, respectivamente para Melhor Atriz e Melhor Atriz Coadjuvante em Drama.
Em janeiro de 2014, Evan Rachel Wood e Nikki Reed criaram uma sessão de perguntas e respostas pelo 10 aniversário do filme Thirteen que pode ser visto no canal do YouTube de Paul McDonald, ex-marido de Nikki Reed.

## Trilha sonora
A trilha sonora foi escrita por Mark Mothersbaugh. A trilha sonora inclui músicas de Kinnie Starr e Carmen Rizzo, Liz Phair, Clinic, Folk Implosion, Imperial Teen, Katy Rose, The Like, e MC 900 Ft. Jesus.